# ロシア連邦道路R255
ロシア連邦道路 R255（ロシアれんぽうどうろ R255、ロシア語: Федера́льная автомоби́льная доро́га Р-255 «Сибирь»  2018年1月1日までロシア連邦道路M53）または連邦道路シベリアは、ロシア連邦のノヴォシビルスクとイルクーツクを結ぶロシア連邦道路である。途中おもな都市、トムスク、ケメロヴォ、クラスノヤルスク、タイシェトを経由する。総距離は1860km。シベリア横断道路、欧州自動車道路E30号線、アジアハイウェイ6号線の一部である。
この道路はノヴォシビルスクでロシア連邦道路A256「チュヤ」（旧称：M52）へ接続して南へをアルタイ共和国ゴルノ＝アルタイスクを経てモンゴル国境へ、クラスノヤルスクでロシア連邦道路A257「エニセイ」（旧称：M54）へ接続して南へハカス共和国アバカンやトゥバ共和国クズルを経て同じくモンゴル国境へ至る。